# Il ragazzo invisibile
Il ragazzo invisibile (bra: O Garoto Invisível; prt: O Rapaz Invisível) é um filme italiano de fantasia e super-herói de 2014 dirigido por Gabriele Salvatores.

## Sinopse
Michele Silenzi é um garoto tímido de treze anos que mora em uma pacata cidade costeira. Na escola, não se diz ser muito popular, brilhante nos estudos ou destaque nos esportes. Michele não consegue parar de olhar para Stella, sua garota de classe. No entanto, ele tem a sensação de ela não perceber sua presença. Ele parece preso na rotina até olhar-se no espelho e não se ver.

## Elenco
- Ludovico Girardello como Michele Silenzi
- Valeria Golino como Giovanna Silenzi
- Fabrizio Bentivoglio como Basili
- Noa Zatta como Stella
- Hristo Jivkov como Andreij
- Kseniya Rappoport como Yelena
- Assil Kandil como Candela
- Vernon Dobtcheff como Artiglio
- Filippo Valese como Martino Breccia
- Enea Barozzi como Brando Volpi
- Riccardo Gasparini como Ivan Casadio
- Vilius Tumalavicius como Biondo
- Vincenzo Zampa como Luigi Minnella
- Maria Sole Mansutti como mãe de Stella

## Sequência
Uma sequência intitulada Il ragazzo invisibile - Seconda generazione foi lançada em janeiro de 2018.